# Ахалцихе (Душетский муниципалитет)
Ахалцихе (груз. ახალციხე) — село в Грузии, на территории Душетского муниципалитета края (мхаре) Мцхета-Мтианети.

## География
Село находится в северо-восточной части Грузии, к востоку от реки Арагви, на расстоянии приблизительно 6 километров (по прямой) к востоку от города Душети, административного центра муниципалитета. Абсолютная высота — 1112 метров над уровнем моря.

## Население
По результатам официальной переписи населения 2014 года в Ахалцихе проживало 23 человека (13 мужчин и 10 женщин). В национальной структуре населения грузины составляли 100 %.
| Год  | Население, человек |
| ---- | ------------------ |
| 2002 | 48                 |
| 2014 | ↘ 23               |